# Architetture religiose della val di Susa

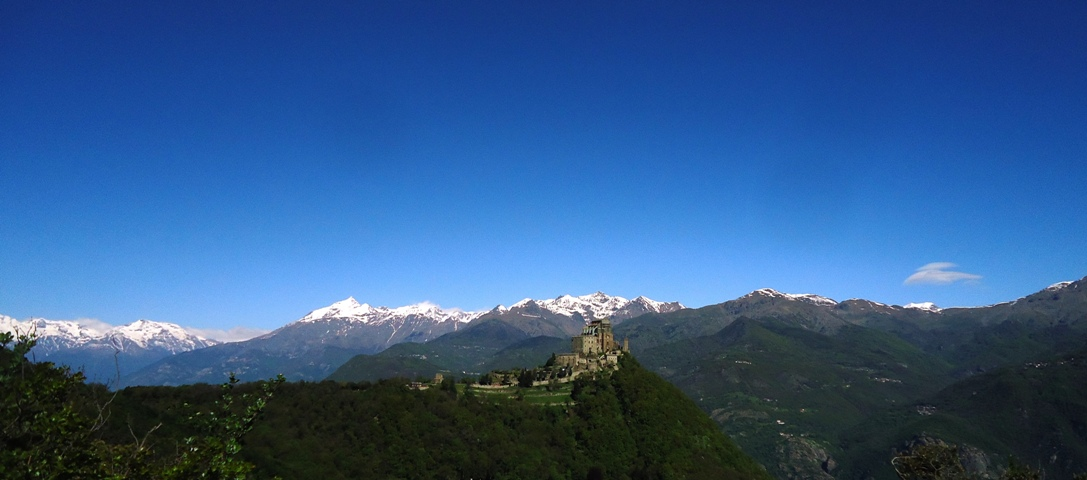
La sacra di San Michele (TO) sul monte Pirchiriano; sullo sfondo le montagne della Valsusa

La valle di Susa, area di contatto tra Italia e Francia, è contrassegnata dalla presenza di cinque grandi abbazie (S. Antonio di Ranverso: XII secolo, Sacra di San Michele: X secolo, San Giusto di Susa: XI secolo, SS.Pietro e Andrea di Novalesa: VIII secolo, Prevostura di San Lorenzo di Oulx: XI secolo), che insieme ad architetture minori e a una fitta trama di chiese e cappelle costituivano fondamentali punti di sosta lungo la Via Francigena.
Il territorio è infatti punteggiato da architetture religiose, qui costruite per la sua importanza quale via di transito per i pellegrini che si spostavano tra Francia e Italia e viceversa transitando attraverso il Colle del Moncenisio o il Colle del Monginevro. Fondamentale è il concetto sviluppato a partire dagli studi dello storico Giuseppe Sergi di area di strada, cioè un territorio di transito, per il controllo del quale vi è competizione tra enti religiosi ed enti civili.

## Elenco dei monumenti e luoghi d'interesse

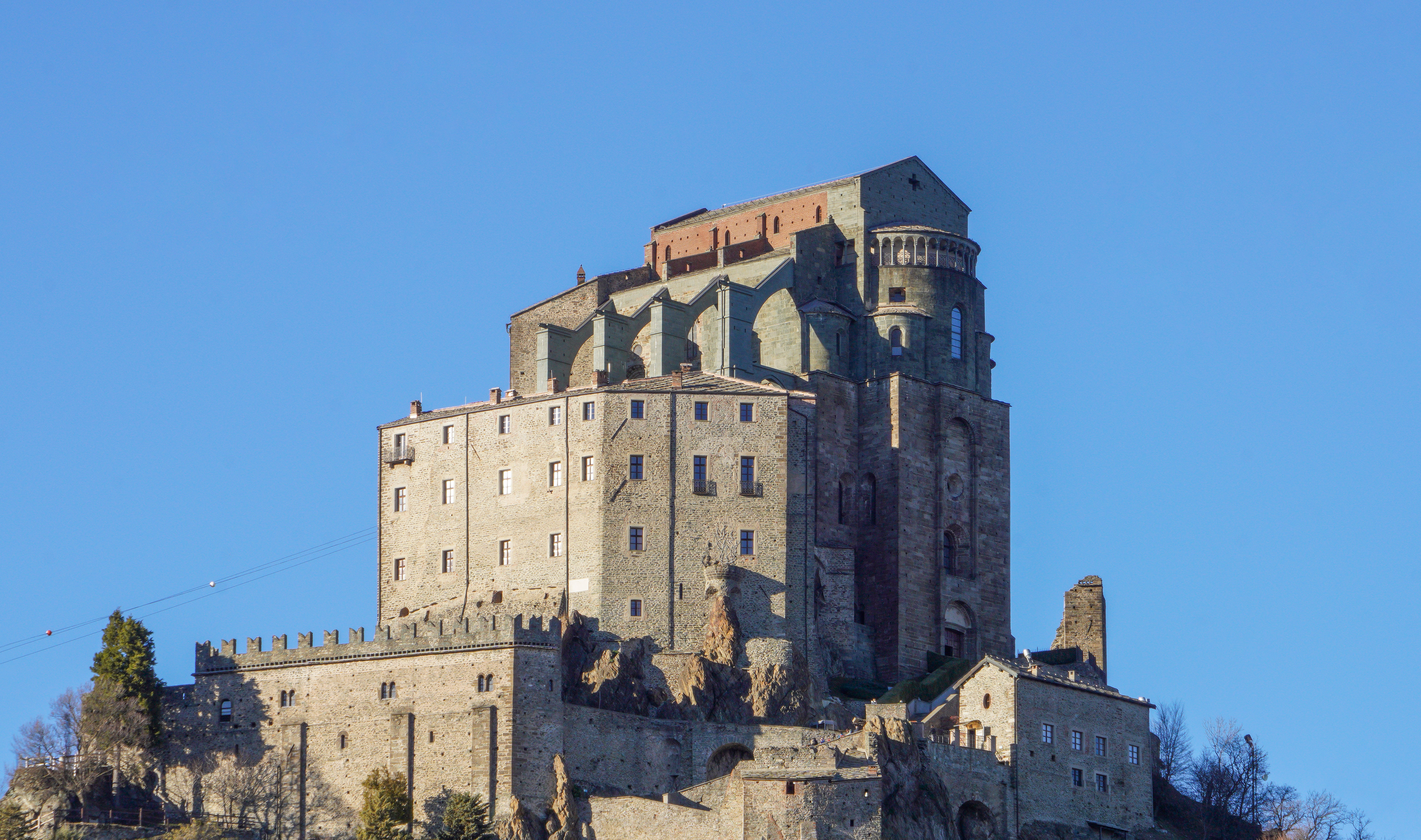
La sacra di San Michele sul monte Pirchiriano, veglia l'ingresso della valle di Susa da Torino

Sono numerose le strutture religiose che nell'arco dei secoli si sono occupate dei pellegrini in transito in valle di Susa, lasciando testimonianze evidenti e conosciute come la sacra di San Michele (che come un faro sorveglia dall'alto la valle di Susa) o artisticamente importanti come la precettoria di Sant'Antonio di Ranverso o l'abbazia di Novalesa. Vi sono anche siti meno conosciuti come l'abbazia di San Giusto, ora cattedrale di Susa, o le Certose di Montebenedetto e Banda, nel comune di (Villar Focchiardo) e luoghi da secoli sede di fede religiosa, come il santuario della Madonna del Rocciamelone.
Numerosi ordini monastici ebbero qui sede, dopo gli eremiti (Giovanni Vincenzo): dai benedettini, con Novalesa e San Michele della Chiusa, ai francescani con il loro primo convento in Piemonte, ai Certosini che fondarono ben quattro certose in cinque secoli, i gerosolimitani con alcune case, gli antoniani, i cappuccini. Alcune abbazie sono ormai disabitate da centinaia d'anni, altre conservano l'architettura ma non la vita religiosa, altre ancora sono tuttora attive. Lo stile prevalente è il romanico (a volte con rifacimenti barocchi in Bassa Valle). Interessante poi la religiosità diffusa, che vede soprattutto in Alta Valle Susa un gran numero di cappelle affrescate tra il XV e il XVIII secolo.
Nell'ordine, procedendo da Torino verso l'Alta Valle Susa si incontrano:

### Abbazie e architetture religiose della Bassa Val di Susa

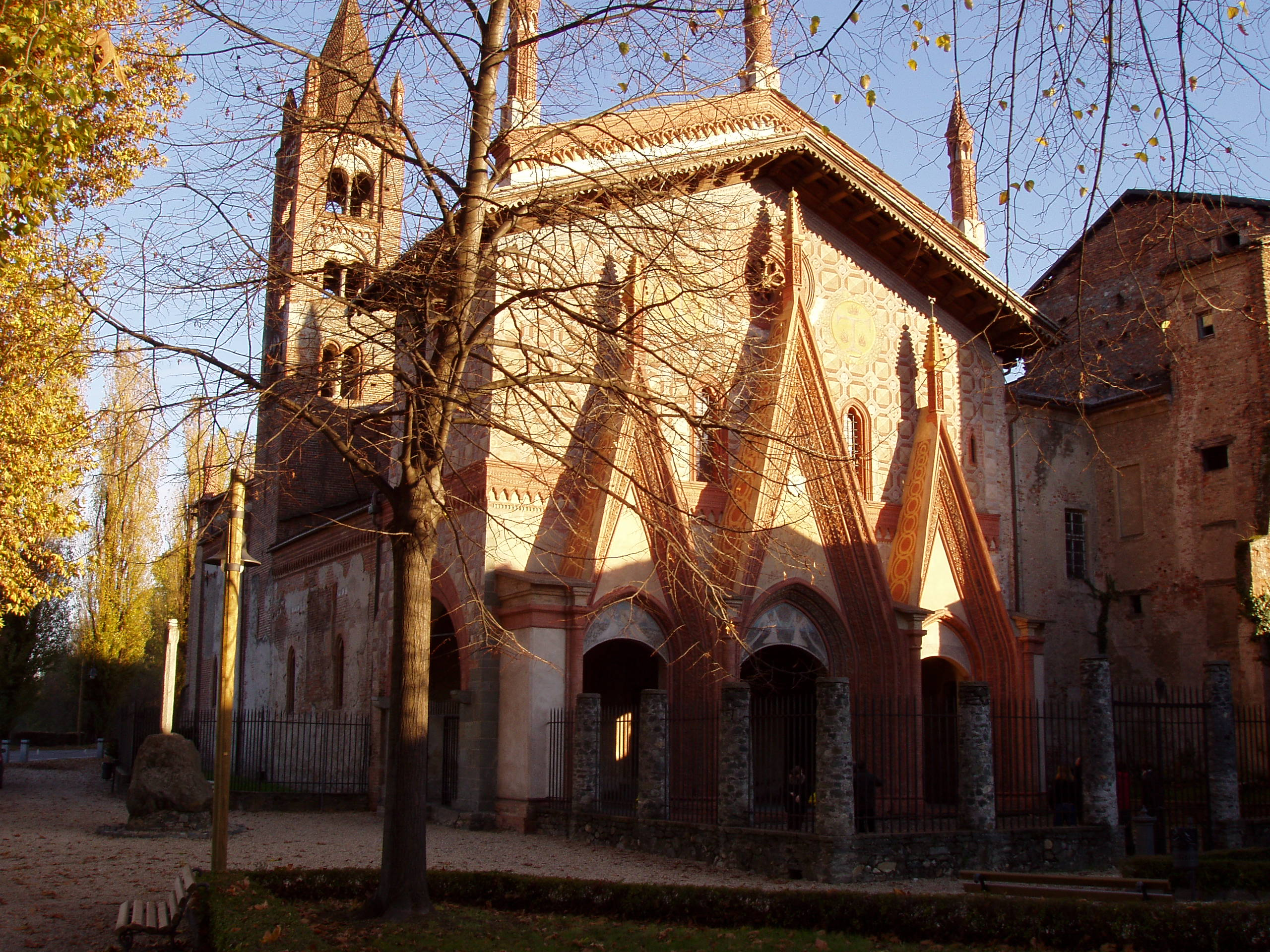
La chiesa della Precettoria di Sant'Antonio di Ranverso a Buttigliera Alta

La Bassa Valle di Susa annovera parecchi luoghi d'interesse religioso, alcuni di valenza nazionale e internazionale.
- Abbazia di Sant'Antonio di Ranverso (visitabile) nel comune di Buttigliera Alta, appartenente all'Ordine mauriziano
- Chiesa di San Pietro ad Avigliana con splendidi affreschi dall'XI al XIV secolo
- Santuario della Madonna dei Laghi (visitabile) ad Avigliana
- Certosa della Mortera di Avigliana, ora affidata al Gruppo Abele e sede delle sue iniziative
- Santuario della Madonna della Bassa presso Rubiana
- Chiesa di Santa Maria di Celle, sulla montagna di Caprie, luogo ove la tradizione fissa l'eremitaggio di San Giovanni Vincenzo, cui si rifanno le tradizioni circa la costruzione della prospiciente Sacra di San Michele, sul lato opposto della Valle di Susa
- Sacra di San Michele della Chiusa (visitabile), sulla montagna del comune di Sant'Ambrogio di Torino, monumento simbolo e fra i più visitati del Piemonte, si erge come un guardiano della Valle sovrastandone l'ingresso dalle rocce a picco del Monte Pirchiriano
- Santuario di Nostra Signora di Fátima in Borgata San Pietro di Sant'Ambrogio di Torino
- Chiesa di San Giovanni Vincenzo a Sant'Ambrogio di Torino progettata da Bernardo Vittone ed inaugurata nel 1763
- Monastero di Sant'Antonino, di cui rimane solo la chiesa millenaria, attualmente parrocchiale dell'abitato di Sant'Antonino di Susa
- Chiesa di San Rocco[3][4] di Condove.

### Abbazie e architetture religiose della Media Val di Susa

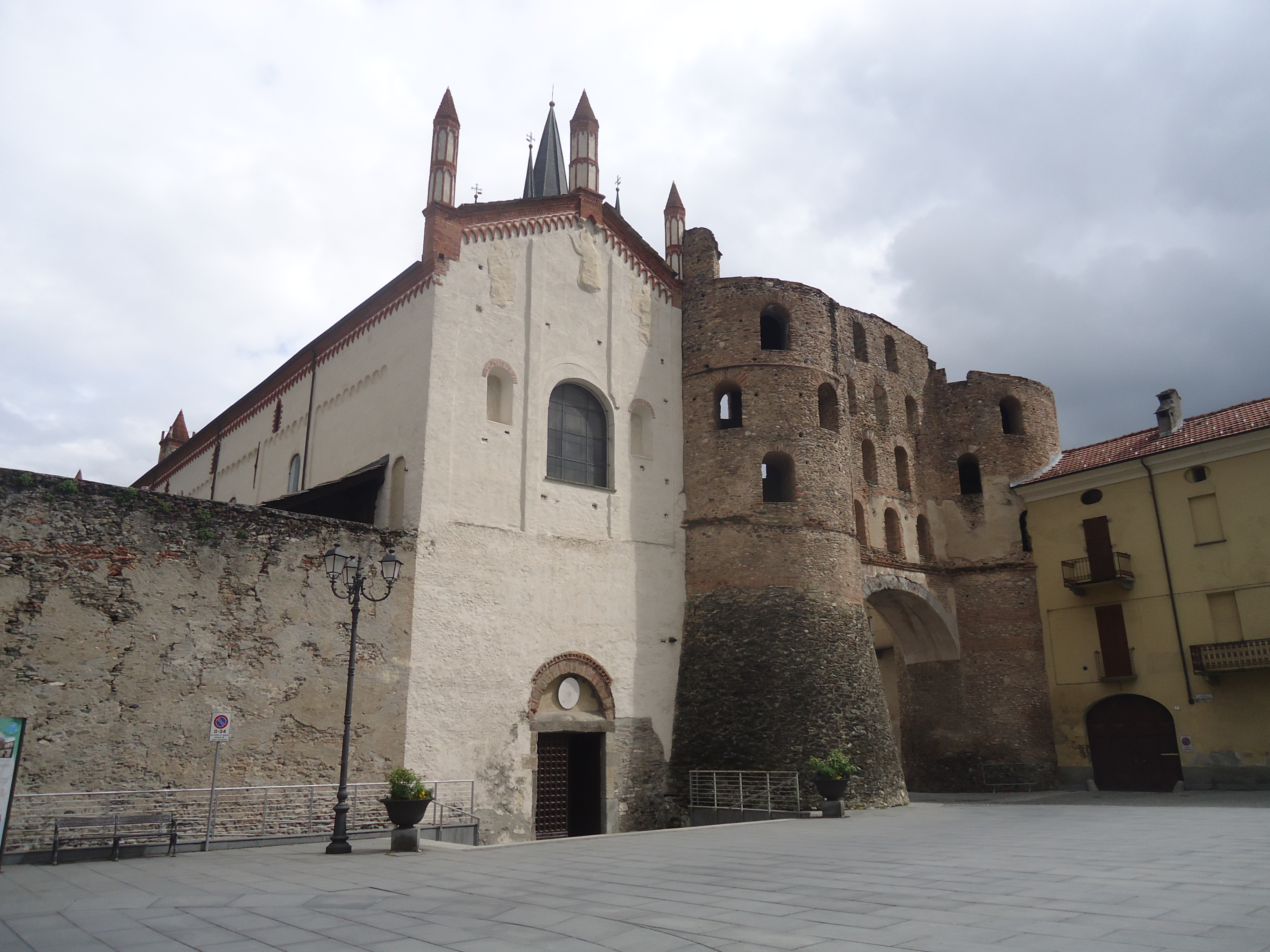
La Cattedrale di San Giusto (Susa) accanto alla romana Porta Savoia

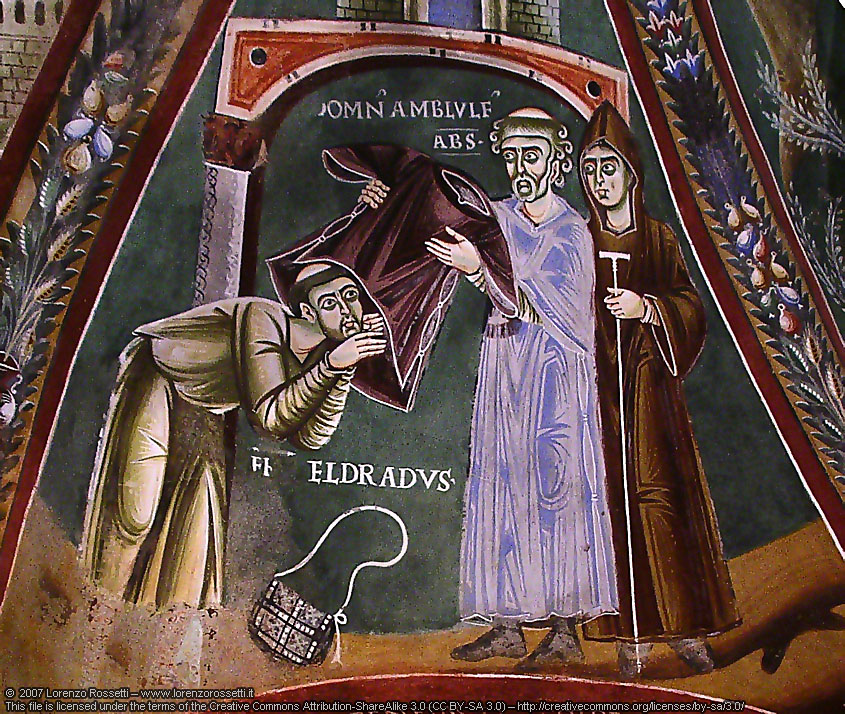
Affreschi della cappella di S. Eldrado presso l'abbazia di Novalesa ai piedi del colle del Moncenisio in val Cenischia

La Media Valle di Susa vede tre poli maggiori dal punto di vista religioso. Il primo è quello certosino di Villar Focchiardo, discosto dalle vie di comunicazione antiche e incentrato sulla pratica agricola montana. Il secondo è quello di Susa che vede nelle fondazioni monastiche un rafforzamento dell'ospitalità della città ai piedi del Moncenisio. Il terzo è quello di Novalesa, che vede un ruolo di primo piano dell'Abbazia su tutta la sua Valle Cenischia. Sommersi dallo sbarramento artificiale del Moncenisio sono invece i pochi resti di un ente un tempo punto di riferimento per i pellegrini, come l'Ospizio del Moncenisio.
- Certosa di Montebenedetto[5][6] (visitabile), sulla montagna del comune di Villar Focchiardo
- Certosa di Banda, sulla montagna del comune di Villar Focchiardo

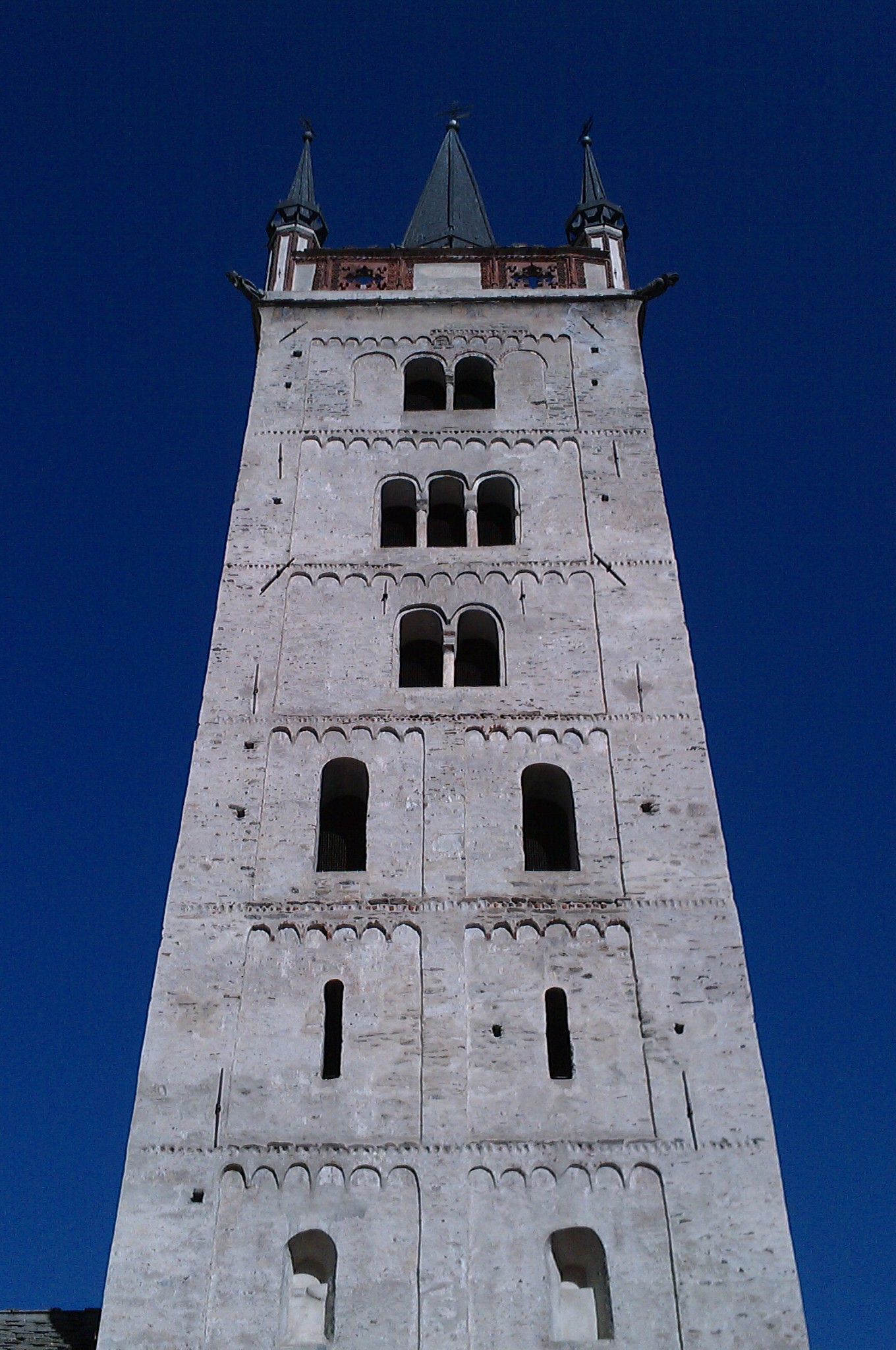
Susa, campanile di San Giusto visto da ovest

- Cattedrale di San Giusto (Susa), (visitabile), presso la città di Susa, nel complesso nato come Abbazia benedettina per fondazione arduinica

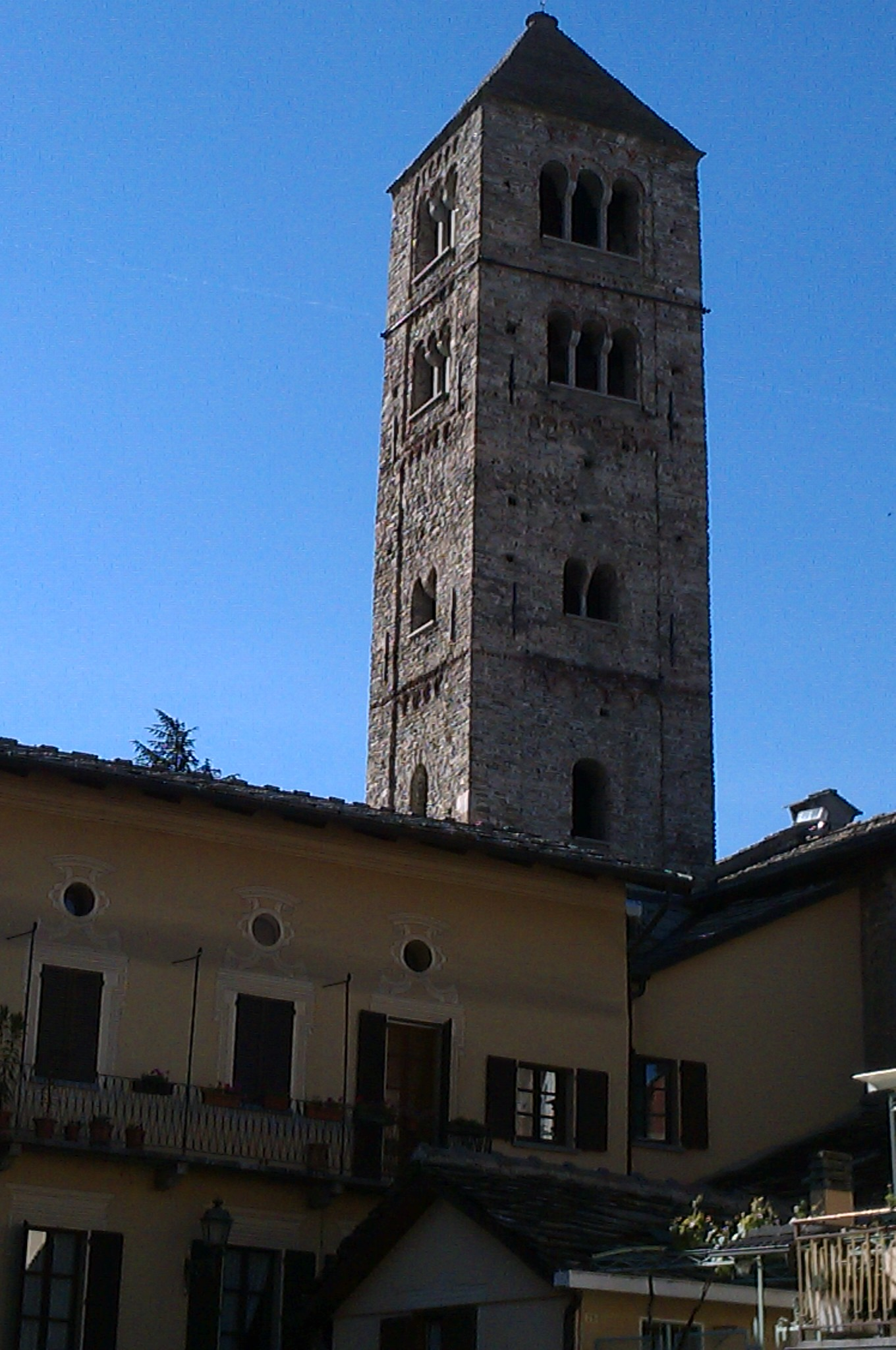
Susa, Campanile di Santa Maria Maggiore visto da sudest

- Pieve battesimale di Santa Maria Maggiore nella città di Susa, abbandonata nel XVIII secolo e ora civile abitazione

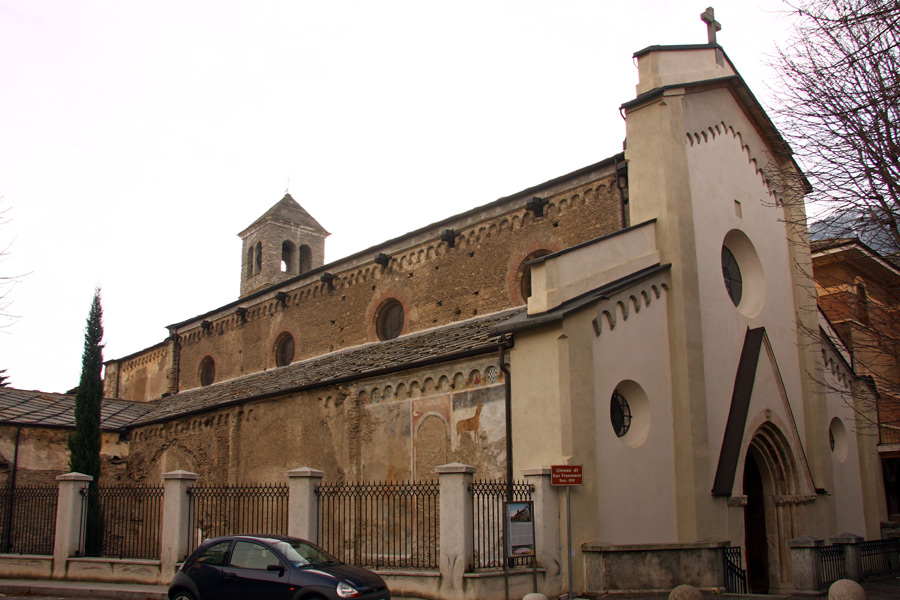
Convento di San Francesco (Susa)

- Convento di San Francesco nella città di Susa, più antico convento francescano del Piemonte, conserva pregevoli affreschi e due bei chiostri (visitabile dall'annessa casa del pellegrino)
- Istituto Mons. Rosaz presso la città di Susa, voluto dal Vescovo mons. Edoardo Giuseppe Rosaz a fine dell'800 per l'aiuto delle ragazze in difficoltà
- Santuario della Madonna del Rocciamelone presso la vetta del monte Rocciamelone, territorio comunale di Mompantero, a 3538 metri s.l.m. (fra i più alti in Europa), che ricorda l'ex voto commissionato nelle Fiandre portato in vetta nel 1358 dal commerciante di Asti Bonifacio Rotario e dove è presente l'attuale statua bronzea della Vergine, donata dai Bimbi d'Italia a Maria su invito del vescovo Edoardo Giuseppe Rosaz (ora beato), e portata in vetta dagli Alpini nel 1899. Raggiungibile a piedi con escursione di difficoltà alpinistica, con attrezzature adeguate a un ambiente di alta montagna, con passaggi pericolosi su strapiombo. Il santuario come il Rifugio Cà d'Asti è di proprietà della parrocchia di San Giusto di Susa
- Santuario della Madonna del Rocciamelone presso l'abitato di Mompantero, voluto dalla Diocesi di Susa nel 1958 per un più facile accesso dei fedeli alla fede mariana nella Madonna Rocciamelone, compatrona della Diocesi ed eretto a parrocchia in quell'anno

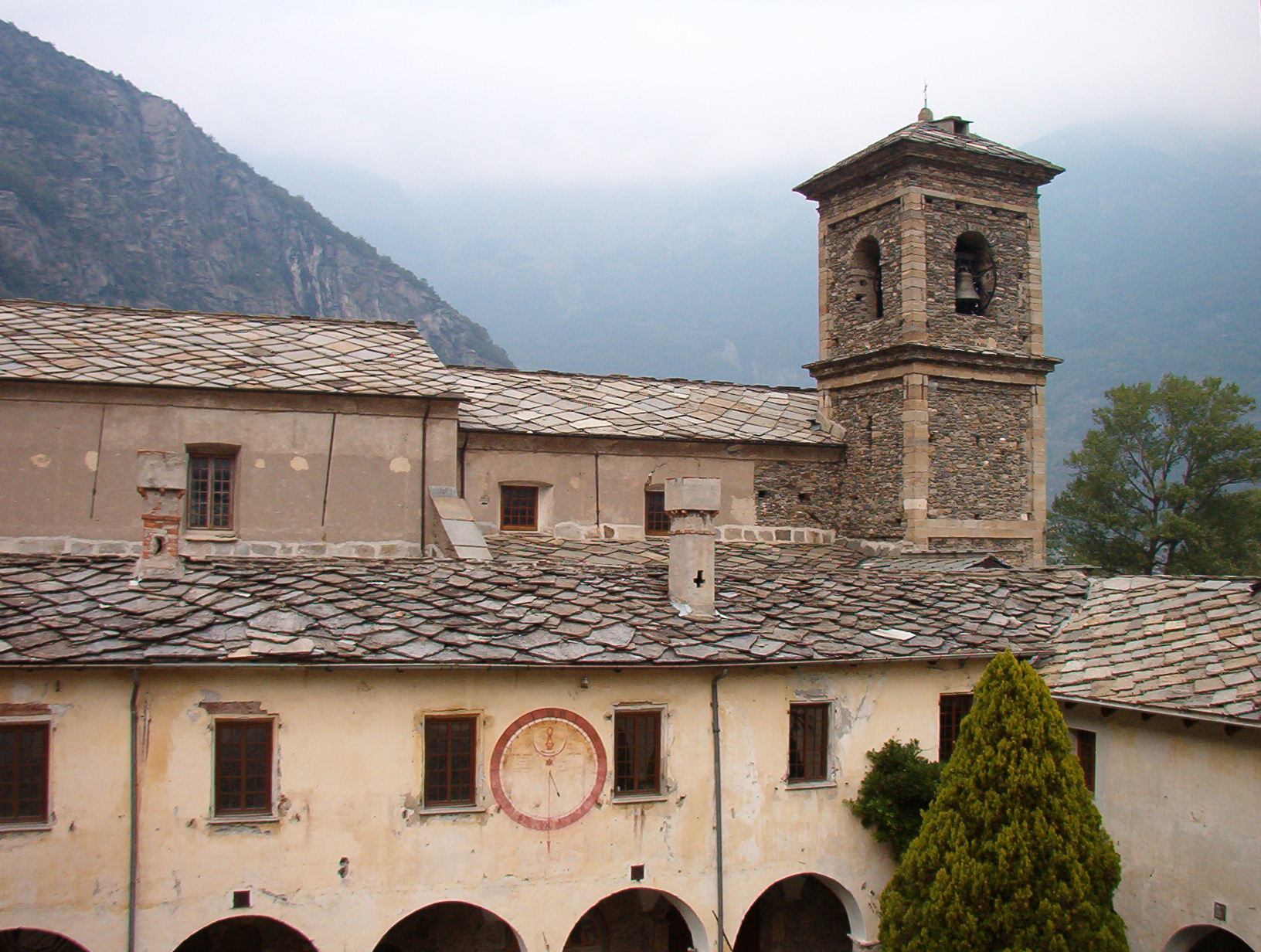
Abbazia di Novalesa

- Abbazia di Novalesa[7][8] (visitabile) nel comune di Novalesa, ai piedi del passo alpino del Moncenisio - un tempo via di comunicazione prediletta tra Francia ed Italia per la facilità dell'ascesa – e complesso monastico più antico della Valle di Susa, la cui fondazione da parte del patrizio Abbone è documentata nel 726 d.C. Ospita un importantissimo ciclo di affreschi dell'XI secolo dedicato all'abate Eldrado e a San Nicola di Bari, tra i primi esempi in Occidente per il Santo di Mira
- Ospizio del Moncenisio, fondato da Ludovico il Pio, ora sommerso dal Lago del Moncenisio
- Certosa della Losa presso la frazione Madonna della Losa, comune di Gravere

### Abbazie e architetture religiose dell'Alta Valle di Susa

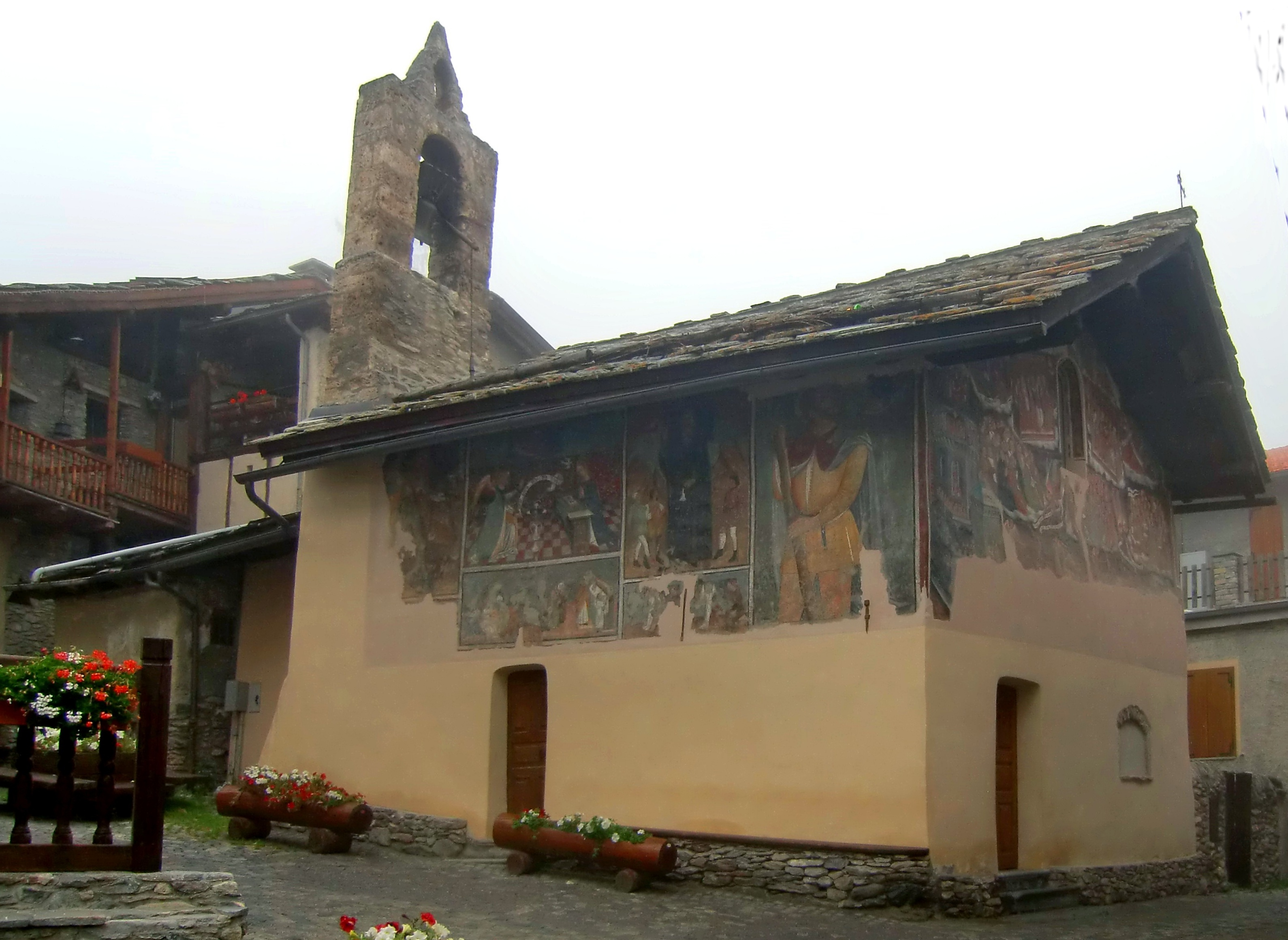
Cappella di Sant'Antonio abate (Jouvenceaux)

L'Alta Valle di Susa si caratterizza per una presenza religiosa capillare, ma priva delle grandi fondazioni religiose della Bassa e Media Valle di Susa, con una sola grande eccezione: la Prevostura di Oulx, centro di riferimento per molte chiese non solo dell'Alta ma anche della Media e Bassa Valle di Susa. Molte le cappelle e le chiese affrescate, alcune delle quali con interessanti testimonianza della cultura e dei costumi dell'epoca.
Interessante, infine, la presenza di una casa detta "delle Lapidi" a Bousson, probabile testimone di religiosità riformata.
- Cappella di S. Caterina, ex ospedale gerosolimitano di Chiomonte
- Cappella affrescata di S. Andrea, frazione Ramats di Chiomonte (visitabile)
- Chiesa di San Giovanni Battista a Salbertrand (visitabile)
- Prevostura di San Lorenzo di Oulx, presso il comune di Oulx, un tempo canonicato agostiniano da cui dipendevano molte chiese della valle di Susa, ora istituto salesiano
- Cappella di Sant'Antonio abate a Jouvenceaux affrescata internamente ed esternamente, in una frazione sulla strada per Sauze d'Oulx
- Casa delle lapidi[9][10] presso Bousson, Cesana Torinese (visibile dall'esterno)
- Chiesa di San Restituto, presso Sauze di Cesana torinese
- Cappelle affrescate di Bardonecchia (visite periodiche)
- Convento di San Francesco nel comune di Bardonecchia
- Chiesa parrocchiale di Sant'Ippolito in Bardonecchia
- Chiesa parrocchiale di Sant'Antonio abate a Melezet.